# Aricoris heliodora
Aricoris heliodora är en fjärilsart som beskrevs av Otto Staudinger 1888. Aricoris heliodora ingår i släktet Aricoris och familjen Riodinidae. Inga underarter finns listade i Catalogue of Life.